# Йосиф Барський
Йосиф Барський (івр. יוסף ברסקי‎, Барски, Йосеф, 1876, м. Ржищів, Київська область, Україна — 1943, Палестина) — архітектор в Османській та Підмандатній Палестині в першій половині XX сторіччя. Одним із найвідоміших представників сіоністських архітекторів стилю Ерец-Ісраель, що поєднував синтез мусульманського впливу з європейською архітектурною традицією та уявлення архітекторів-сіоністів про те, як виглядав Перший храм.

## Біографія
Йосиф Барський народився у 1876 р. у містечку Ржищів під Києвом. Батько — канівський міщанин Сімхі Барський, мати — Хая-Лея. У 1891—1900 рр. навчався в одеському Художньому училищі (з 1965 року — Одеський художній фаховий коледж імені Митрофана Грекова). У 1900—1906 рр. навчався у Вищому художньому училищі при Російській імператорській академії мистецтв в Петербурзі.
У квітні 1906 року Барський подав заявку на стипендію для освітньої поїздки до Сирії, Палестини та Єгипту, але йому було відмовлено. У травні, після повторної заявки для перерви в навчанні, тур було дозволено, і Йосиф отримав необхідні вірчі грамоти. У жовтні 1906 року Барський повідомив із Яффо, що захворів на малярію та попросив продовжити йому академічні канікули. У серпні 1907 р. Імператорська Академія мистецтв видає йому ліцензію архітектора на підставі пройденого теоретичного курсу та п'ятирічного навчання. Імператорське православне палестинське товариство повідомило Академію, що в 1905—1906 рр. Барський керував будівництвом житлового будинку та школи, виготовляв робочі креслення. У листопаді 1908 року російське генеральне консульство в Єрусалимі вручило Барському ліцензію архітектора. Таким чином, Барський залишився в Палестині, з короткими перервами, до кінця свого життя

## Основні проєкти

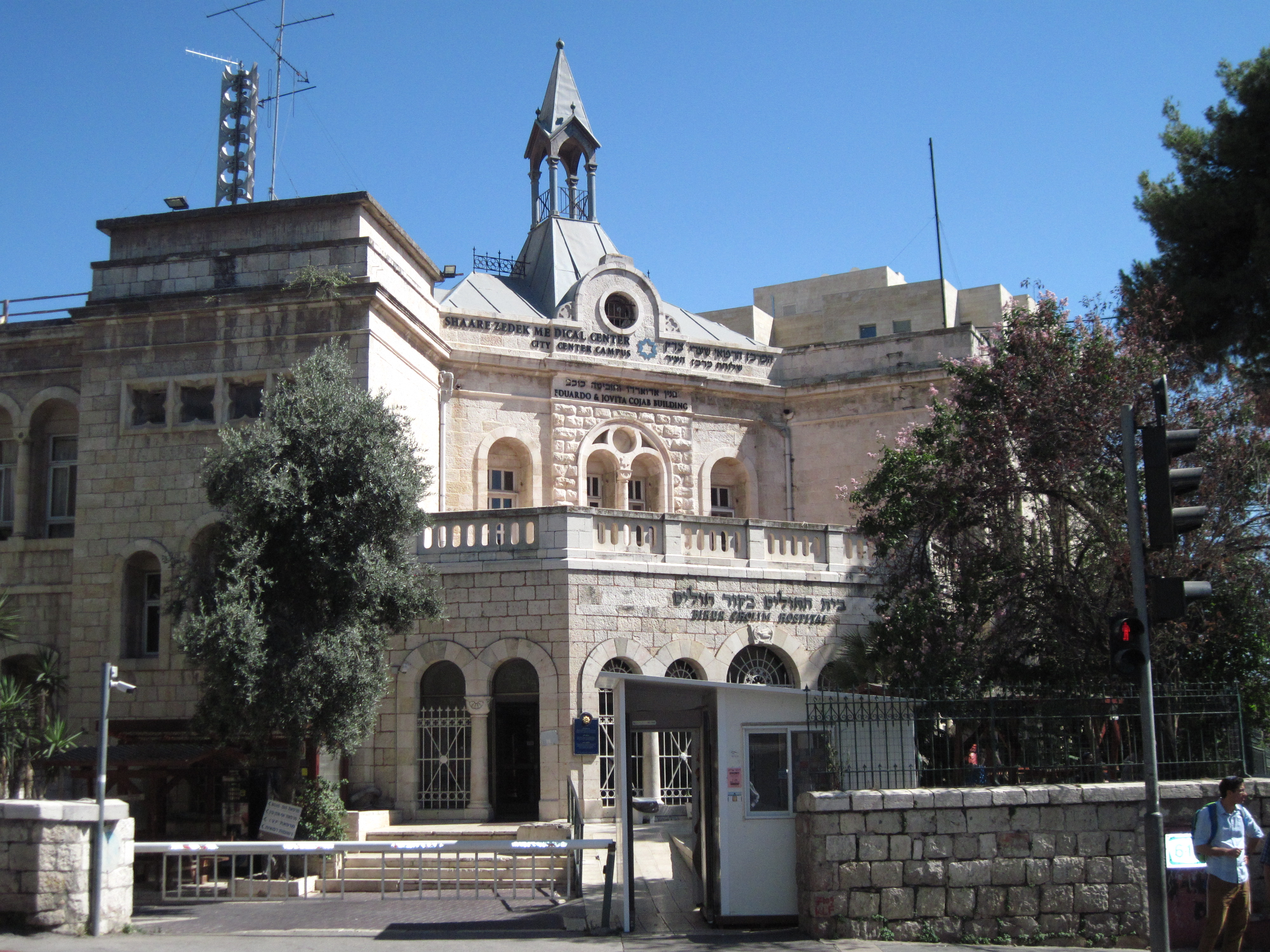
Госпіталь Бікур-Холім, 2018 рік

Його першим великим проектом в Єрусалимі була лікарня Бікур-Холім (Bikur Ḥolim), спроєктована в 1907 році. Будова виконана в стилі неокласицизм з елементами модерна

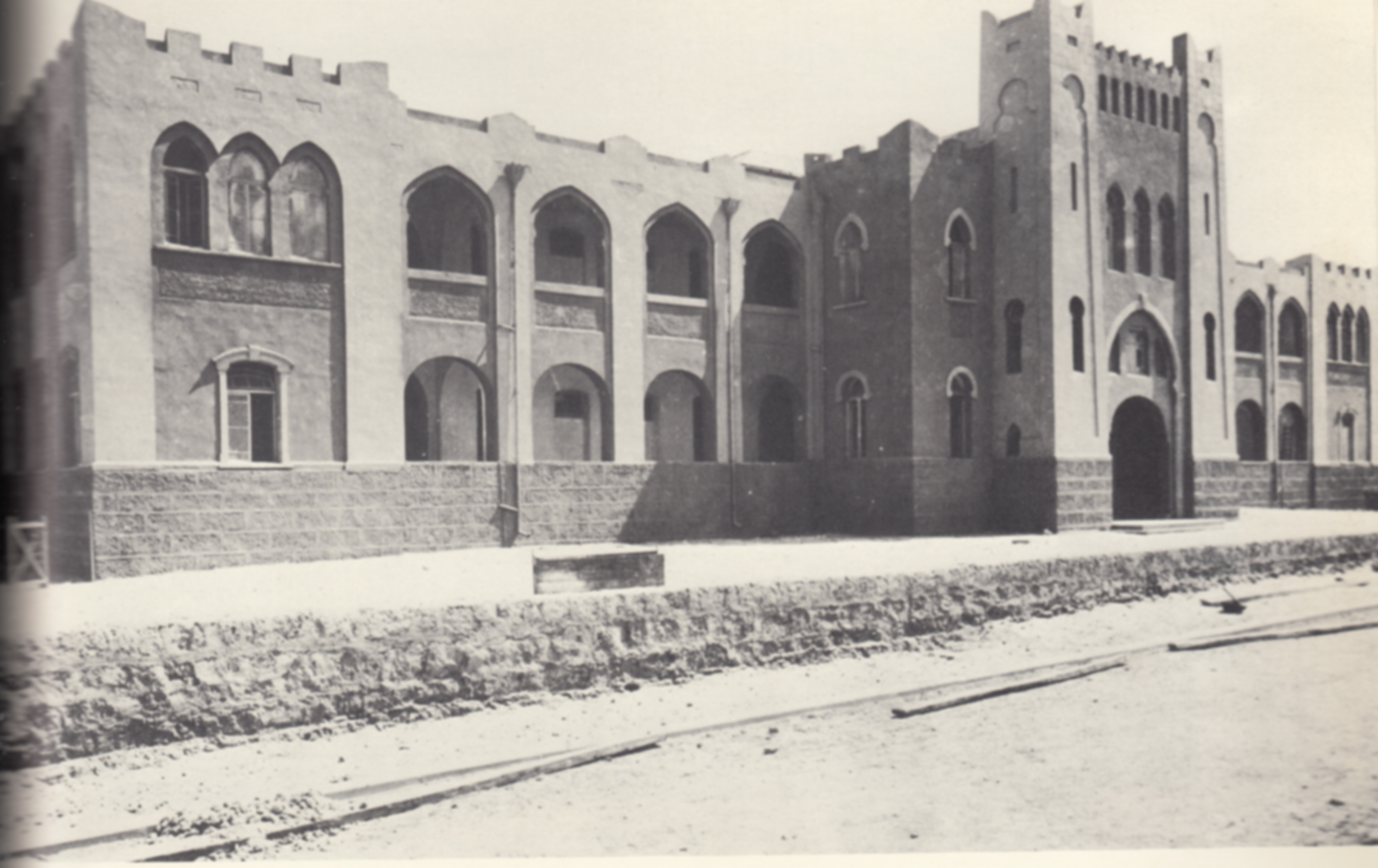
Гімназія «Герцлія», Тель-Авів, 1910 рік

Йосиф Барський розробив проєкт гімназії «Герцлія», першої єврейської гімназії в країні, викладання у якій велося на івриті. Названа на честь основоположника сіонізму Теодора Герцля. Єврейська гімназія «Герцлія» — середній загальноосвітній навчальний заклад Тель-Авіву, відомий як «Ха-Гімназія Ха-Івріт». Школа заснована в 1905 році. 28 липня 1909 року розпочалося будівництво нової будівлі школи на вулиці Герцль в районі Ахузат-Баіт.. Оригінальна будівля мала ремінісценцію Першого храму в Єрусалимі. Гімназія проєктувалась як симетрична фортеця з монументальним входом у центрі. Попереднє креслення підписали і Барський і Борис Шац, який приєднався або як учасник, або як керівник проєкту
Будівництво гімназії було завершене у 1922–27 роках. Гімназію Барського було зруйновано в 1959 році

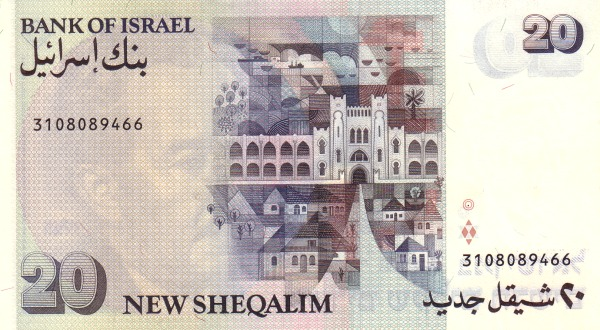
Зворотній бік банкноти 20 шекелів, 1993

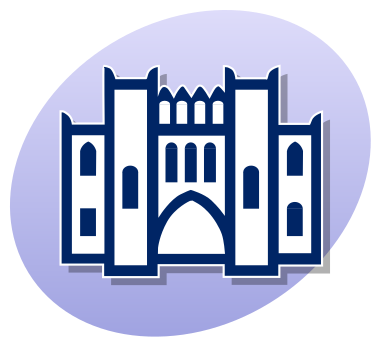
Логотип Товариства збереження пам'яток ізраїльської спадщини — SPIHS

Зображення гімназії стало логотипом Товариства збереження пам'яток ізраїльської спадщини (SPIHS), місія якого — зберегти історичні споруди, щоб майбутні покоління завжди мали міцний зв'язок зі своєю історією та спадщиною.
У 1985 році в Ізраїлі було випущено банкноту 20 шекелів. На аверсі «двадцятки» — перший міністр іноземних справ та другий прем'єр-міністр Ізраїлю Моше Шарет. На зворотному боці банкноти зображено найвідомішу історичну школу Ізраїлю — гімназію «Герцлія», випускником якої був Моше Шарет.

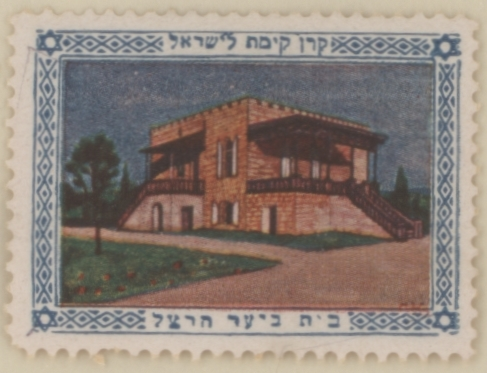
Будинок Герцля, 1916

Ідея «єврейської» архітектури була повторно використана в Будинку Герцля (1909), побудованому на оливковій фермі, висадженій у 1904 році. Будівля являла собою кам'яну двоповерхову споруду в європейському стилі.
У 1908-09 спроєктував і побудував декілька резиденцій в Єрусалимі; на основі його планів розпочато будівництво Дискінського дитячого будинку та лікарні Бікур.
Дискінський притулок був сиротинцем у Старому місті Єрусалиму, заснованим у 1881 році Єгошуа Лейбом Діскіним. З Єврейського кварталу у 1927 році він переїхав до нової будівлі біля головного в'їзду в місто із заходу.

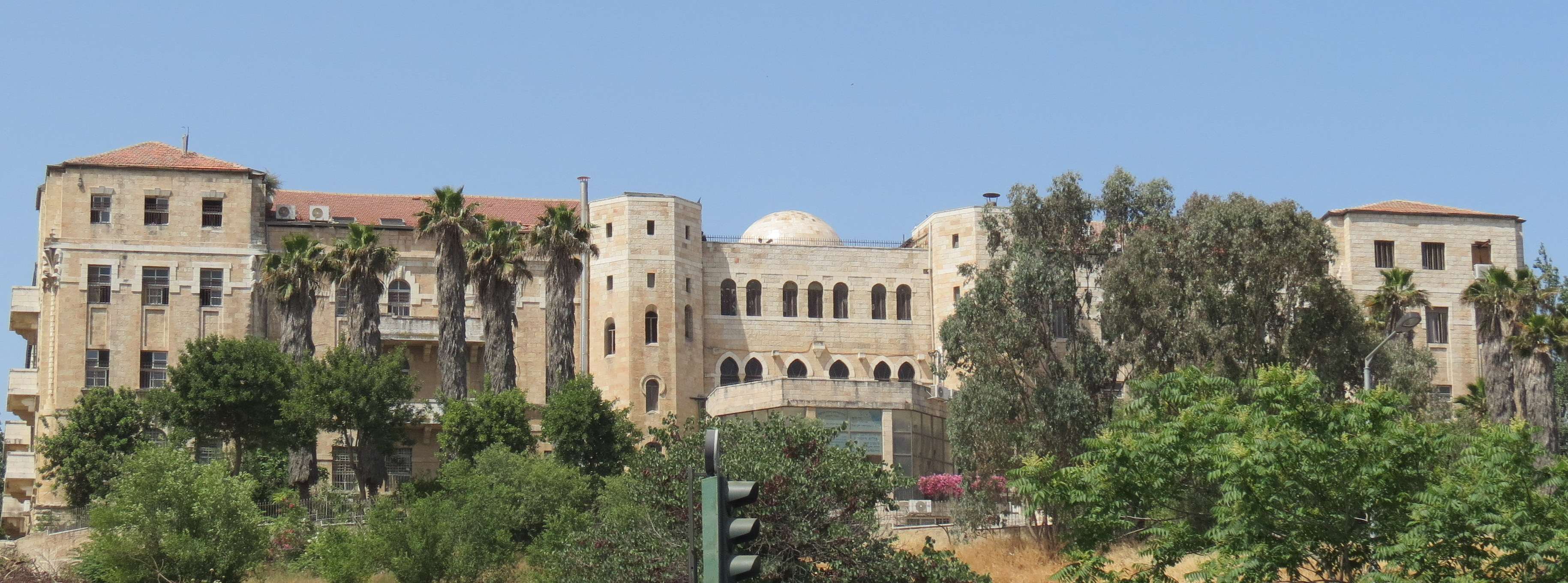
Дискінський притулок, 2012

Розроблений як притулок для приблизно 500 дітей, ця симетрична трикрила будівля, побудована в еклектичному стилі та спробі створити єврейську архітектуру, яка спирається на Схід і давню єврейську традицію. Ізраїльським архітектором та істориком міста Давидом Кроянкером будівля була названа як одна з десяти найкрасивіших будівель Єрусалиму.

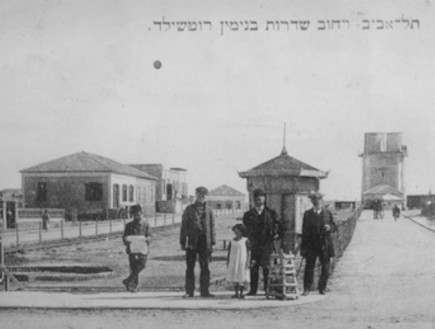
Перший кіоск в Тель-Авіві, 1910 рік

У 1910 році побудував перший кіоск в Тель-Авіві, в середині бульвару Ротшильда. Він був побудований з дерева, а дах був металевим. Перший кіоск, родоначальник численних ресторанів і кафе, став визнаною і відомою пам'яткою молодого міста та центральним місцем зустрічі його жителів. У 1989 році кіоск був повністю знесений, але в 2004 році його відреставрували і відновили на тому ж місці.
У 1911—1913 роках за проєктом Барського була побудована Ткацька майстерня Бецалель у Бені Шемен

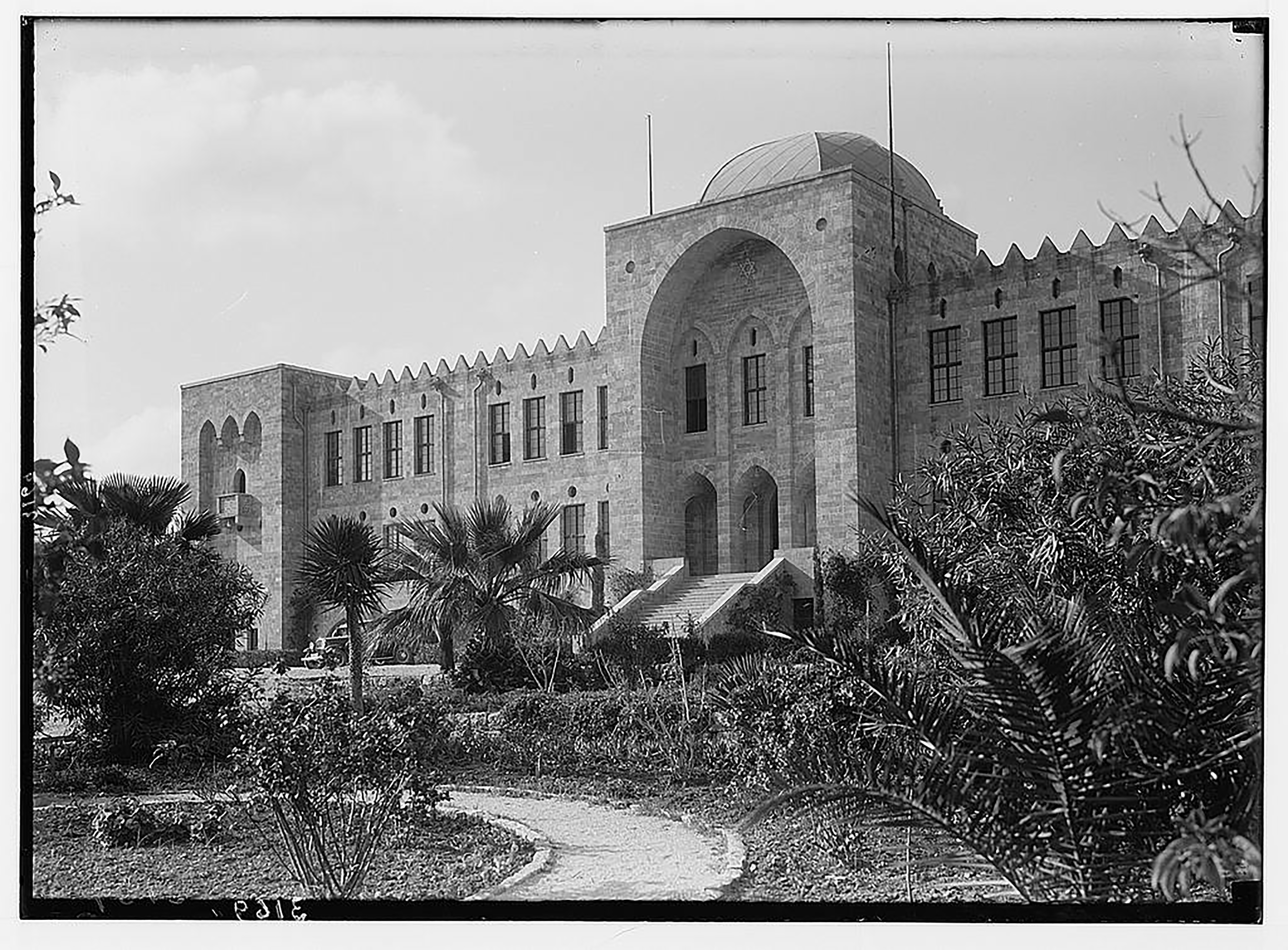
Ізраїльський технологічний інститут (Техніон), 1924 рік

В 1911-14 Барського було призначено керувати проєктом будівництва Техніону в Хайфі. 1914-18 роки Барський провів у Дамаску, де спроєктував мечеть (ймовірно, мечеть Джемаль-паші), школу та парк (ймовірно, Бульвар Джемаль-Паша), все це під керівництвом Гдальяха Вільбушевича. По поверненню до Хайфи, працював головним архітектором міста, викладав цивільну інженерію у Техніоні, а також працював містобудівником та архітектором.
Його «єврейська» архітектура стала незатребуваною в 1920-х роках; робота Барського була знецінена, а Герцлійська гімназія зруйнована. Тепер його ім'я є символом збереження спадщини в Ізраїлі.
У 2003 р. комітет ЮНЕСКО офіційно вніс територію в центрі Тель-Авіва, відому як Біле місто, до списку об'єктів Світової спадщини.